# اس‌اس هاگ
اس‌اس هاگ (به انگلیسی: SS Haga (1938)) یک کشتی بود که طول آن ۲۷۰ فوت ۴ اینچ (۸۲٫۴۰ متر) بود. این کشتی در سال ۱۹۳۸ ساخته شد.